# Hooge

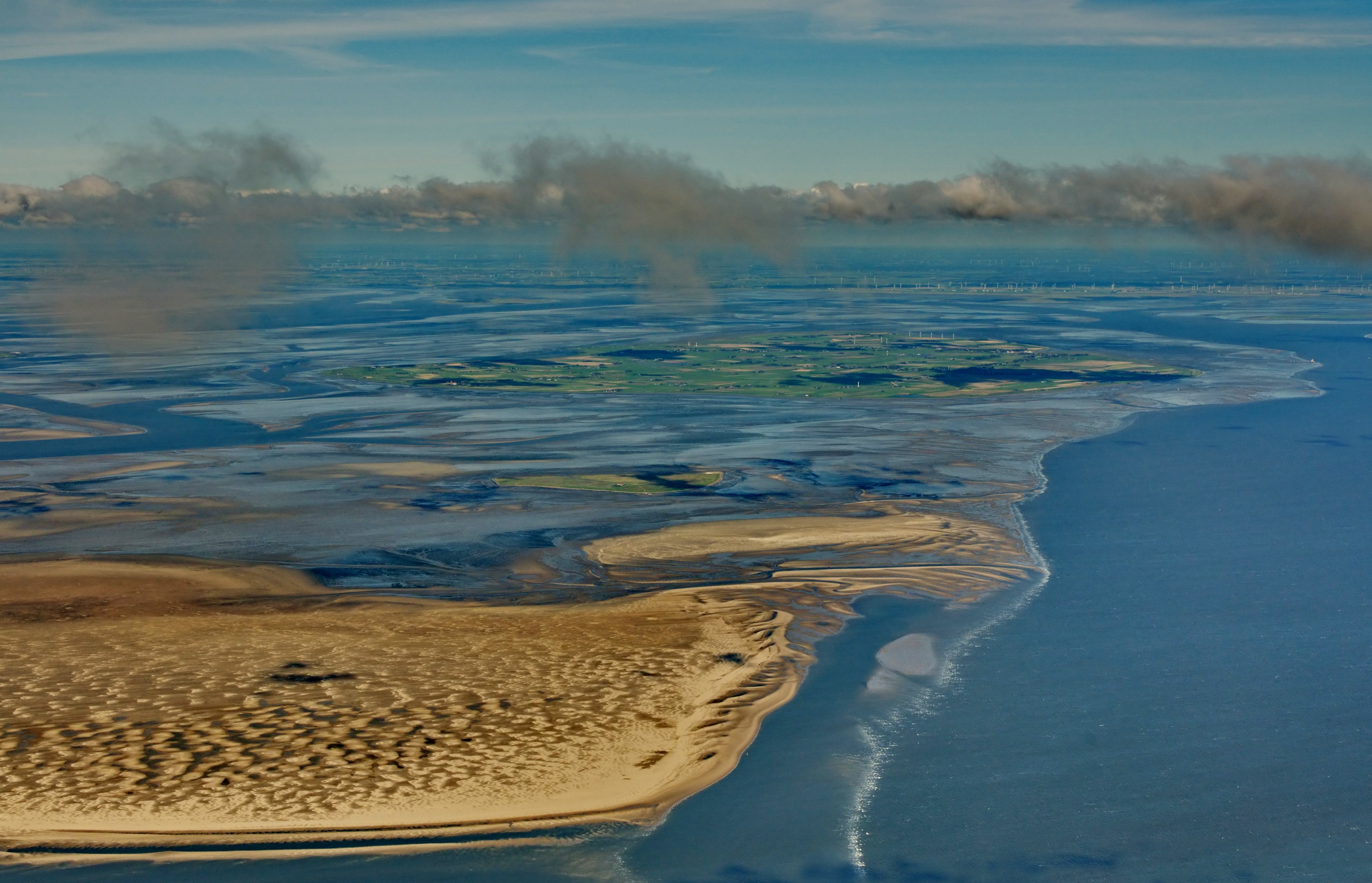
Hooge (w środku) i za Pellworm

Hooge (północnofryz. Huuge, duń. Hoge) – gmina i wyspa w Niemczech w kraju związkowym Szlezwik-Holsztyn, w powiecie Nordfriesland, wchodzi w skład Związku Gmin Pellworm.
Bibliografia: Statistisches Amt für Hamburg und Schleswig-Holstein, Hamburg, 2009